# Абе Хіфумі
Хіфумі Абе (яп. 阿部一二三, нар. 9 серпня 1997, Кобе, Префектура Хіого, Японія) — японський дзюдоїст, дворазовий олімпійський чемпіон (2020 та 2024 роки), чотириразовий чемпіон світу. Має сестру Уту Абе, яка також є чемпіонкою світу.

## Статистика виступів
Станом на 11 лютого 2017
| Рекорд   | Рекорд     |
| Загалом  | 28         |
| -------- | ---------- |
| Перемоги | 25 (89.3%) |
| Іппоном  | 18 (64.3%) |
| Поразок  | 3 (10.7%)  |
| Іппоном  | 2 (7.14%)  |

(не включає боїв на юнацьких Олімпійських іграх та національних турнірах)